# Basse-Mambéré
Basse-Mambéré est une  commune rurale de la préfecture de Mambéré-Kadéï, en République centrafricaine. Elle s’étend à l’est de la ville de Berbérati et tient son nom de la rivière Mambéré, affluent de la Sangha. 

## Géographie
La commune de Basse-Mambéré est située au sud-est de la préfecture de Mambéré-Kadéï. La plupart des villages sont localisés sur les axes Berbérati – Yamouda et Bania – Boudoua.
| Haute-Batouri | Senkpa-Mbaéré |        |
| Basse-Batouri | Basse-Mambéré | Mbaéré |
|               | Nola          |        |

## Villages
Les principaux villages de la commune sont : Gozara, Bioka, Bamara, Sapoua, Bania et Kagamandjika.
En zone rurale, la commune compte 43 villages recensés en 2003 : Bakoro, Balego 1,  alego 2, Balego 3, Bamara, Bangue, Bania (Dissa), Belita, Bioka, Dissa, Dissa-Musulman, Erdongo, Ganga, Gbago, Godiambole, Gozara, Ipane, Kagamandjeka,
Kaka, Kandja, Kossindi, Likaya, Manvoula, Mayoua-Ngara, Mbambe, Mbanga, Mission Baptiste, Ngambi, Nganza, Nguia-Bamba, Nguia-Nangueke, Ouakana, Ouata, Poutouka, Sapoua, Sissongo, Songbi, Wazo, Yadro, Yamale, Zaorombone, Zaoromela, Zaoropata.

## Éducation
La commune compte 6 écoles publiques à Sapoua, Yamale, Balego, Bania, Sogemca de Likaya et Zaoropata 